# چارلز گینزبرگ
چارلز گینزبرگ (انگلیسی: Charles Ginsburg; ۲۷ ژوئیهٔ ۱۹۲۰ – ۹ آوریل ۱۹۹۲) مهندس اهل ایالات متحده آمریکا و از دانش‌آموختگان دانشگاه ایالتی سن‌خوزه و اعضای آکادمی ملی مهندسی آمریکا بود.